# Xanthodaphne pyrropelex
Xanthodaphne pyrropelex é uma espécie de gastrópode do gênero Xanthodaphne, pertencente a família Raphitomidae.